# ПП-19-01
ПП-19-01 «Витязь» — российский пистолет-пулемёт, разработанный в 2004 году компанией «Ижмаш». Основан, в зависимости от исполнения, на АКС-74У (исп.10) или на АК-105 (исп.20). Стандартный пистолет-пулемёт, используемый сотрудниками МВД России, российской полиции, Росгвардии, ФСИН и других силовых структур. Является дальнейшим развитием ПП-19 «Бизон».

## Описание
Оружие разработано концерном «Ижмаш» для подразделения «Витязь» в составе Федеральной службы войск национальной гвардии (ФСВНГ), в честь чего и получило своё название. Используется для поражения живой силы (в том числе защищённой бронежилетами) и небронированной техники (легковых и грузовых автомобилей).
Автоматика основана на использовании энергии отдачи свободного затвора. Газоотводная система отсутствует, стрельба ведётся с закрытого затвора. Ствольная коробка, ударно-спусковой и предохранительный механизмы идентичны соответствующим элементам АКС-74У, за исключением отсутствия поворотного затвора, газоотводных элементов и поршня. Длина ствола — 240 мм, с четырьмя нарезами в канале. Есть складной рамочный металлический приклад наподобие АКС-74У, который складывается на левую сторону. На левой стороне есть штатная планка для крепления кронштейнов оптических прицелов, на колодке мушки и на цевье предусмотрены присоединительные места для фонаря, лазерного целеуказателя или передней рукоятки. Пистолетная рукоятка заимствована у АК «сотой серии» и изготовлена из полиамида. Дульный тормоз имеет три прямоугольных насечки, которые снижают отдачу и защищают тормоз от повреждений. ПП-19-01 также может снабжаться глушителем звука выстрела.
Ударно-спусковой механизм позволяет «Витязю» вести одиночный и автоматический огонь патронами 9×19 мм различных типов (в том числе бронебойными пулями 7Н21) . Питание осуществляется из секторного магазина на 30 патронов; возможно использование спаренных магазинов, соединённых специальной скобой и поставляемой вместе с оружием, что ускоряет перезарядку. Переводчик огня расположен на правой стороне ствольной коробки над спусковым крючком и имеет три положения: верхнее — оружие на предохранителе, нижнее (буквы ОД) — одиночный огонь, среднее (буквы АВ) — непрерывный огонь. Основной прицел — секторный, открытый и регулируемый по дальности.
«Витязь» выпускается в двух вариантах: базовом ПП-19-01 исп.10 и модифицированном ПП-19-01 исп.20 «Витязь-СН». Второй вариант отличается вынесенными на левую сторону предохранителем и рукояткой затвора и дополнительной планкой Пикатинни на крышке ствольной коробки. Одно из основных отличий «Витязь-СН» от базового ПП-19-01 — это взятие за основу не АКС-74У, а АК-105. Это в первую очередь выражается в замене ствольной коробки и УСМ на АК сотой серии, установке штатного цевья и накладки газоотводной трубки от автоматов линейки АК-74М, а также в замене перекидного целика АКС-74У на открытый секторный.

## Галерея

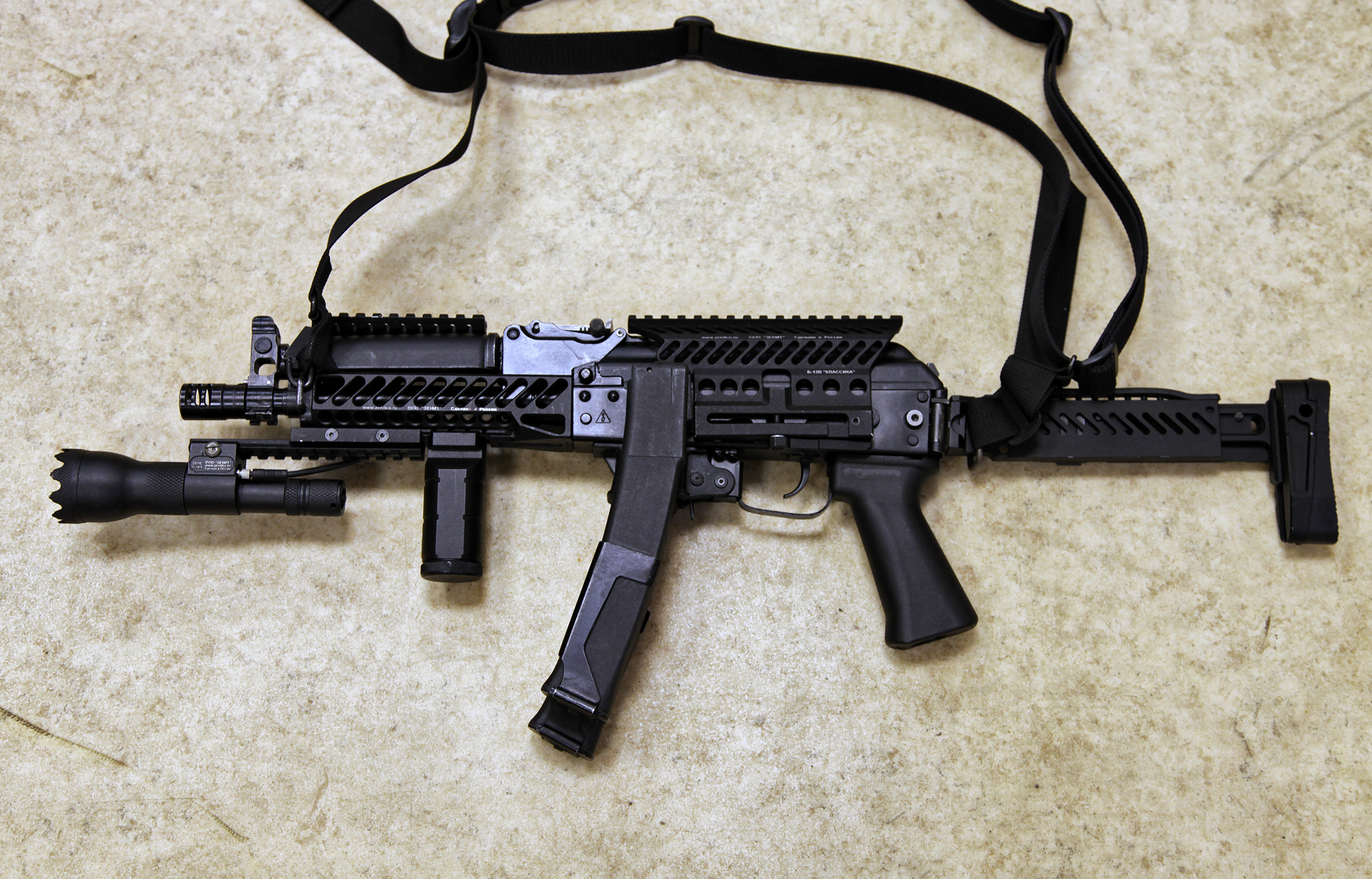
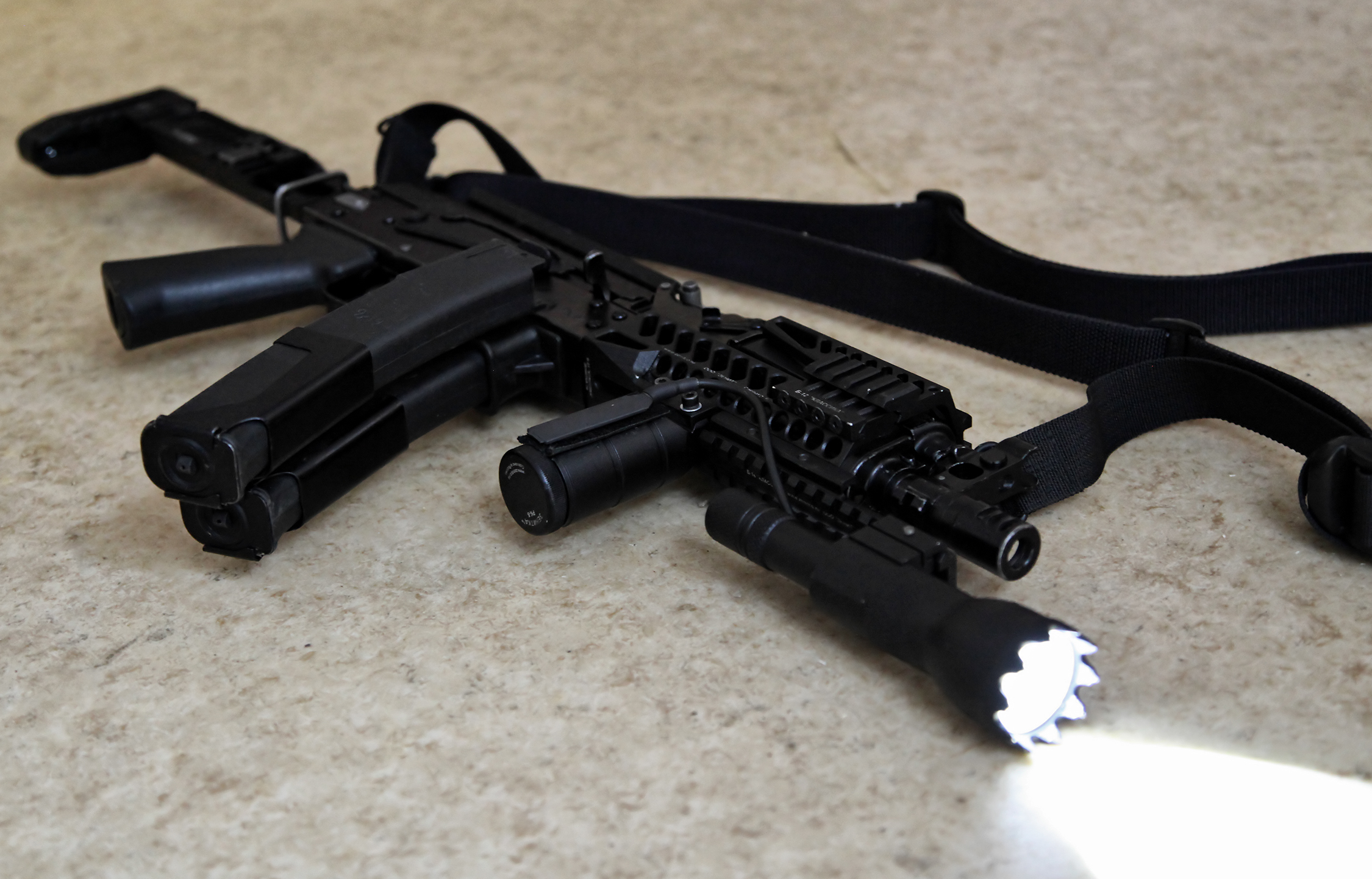
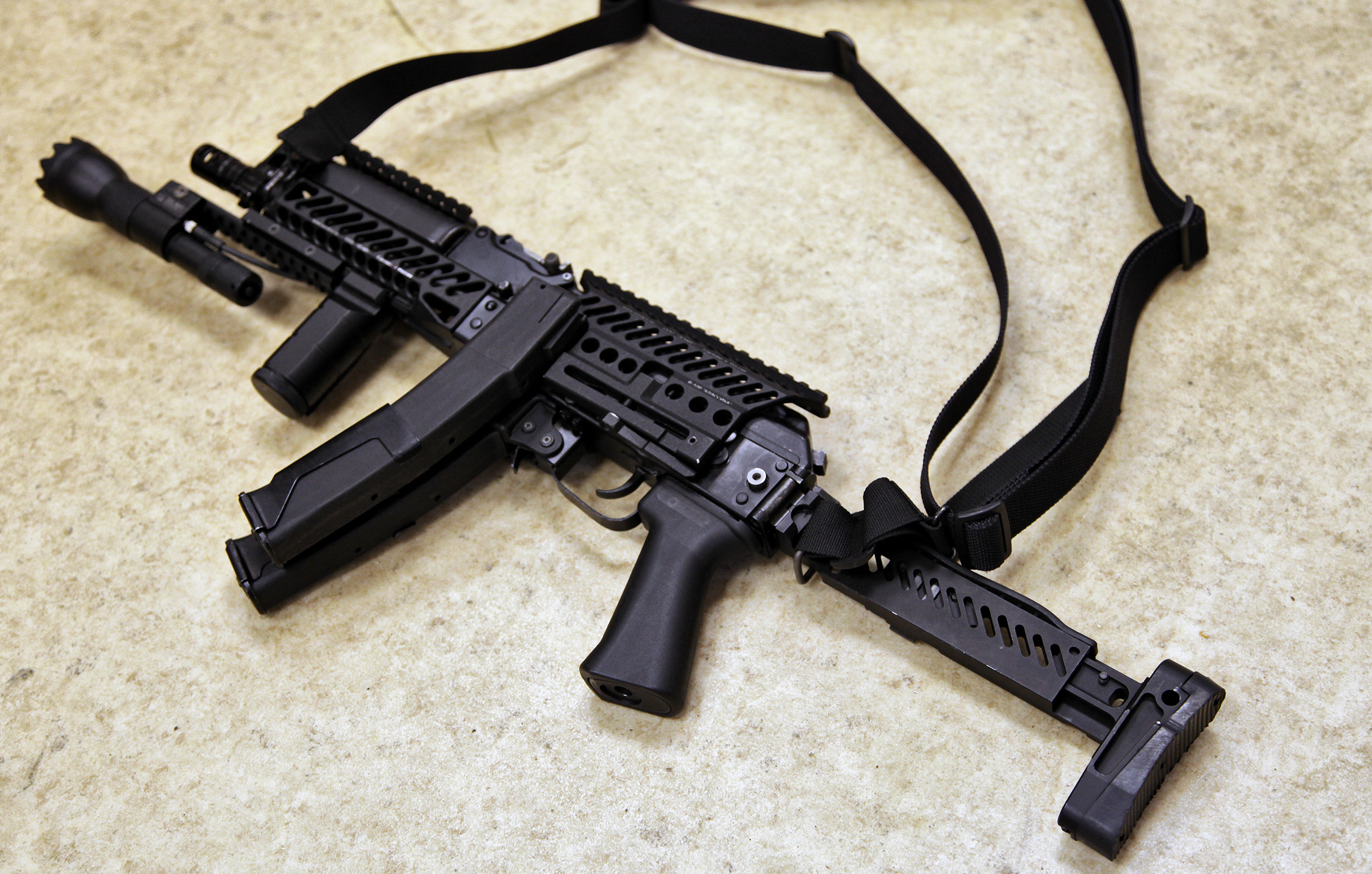
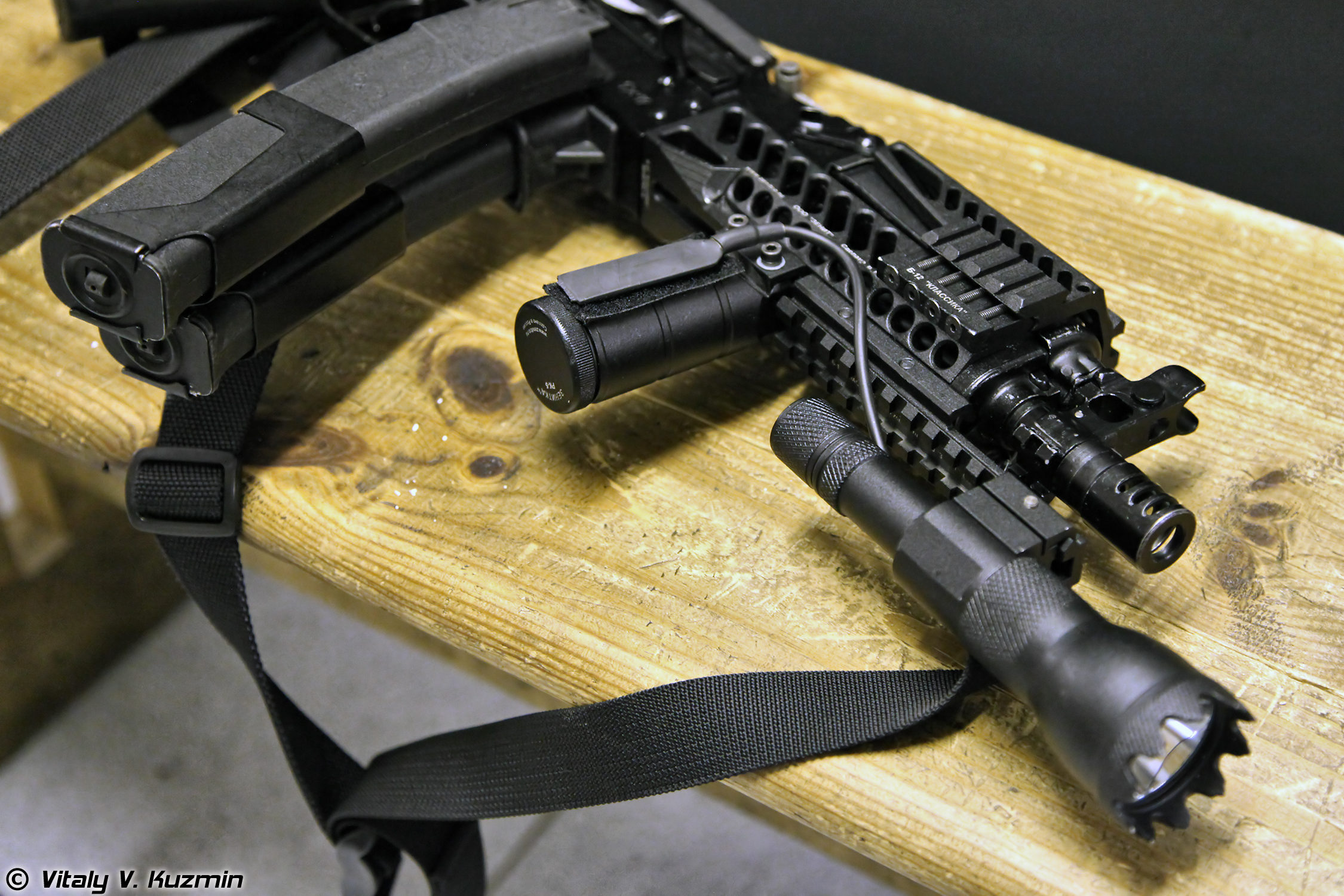
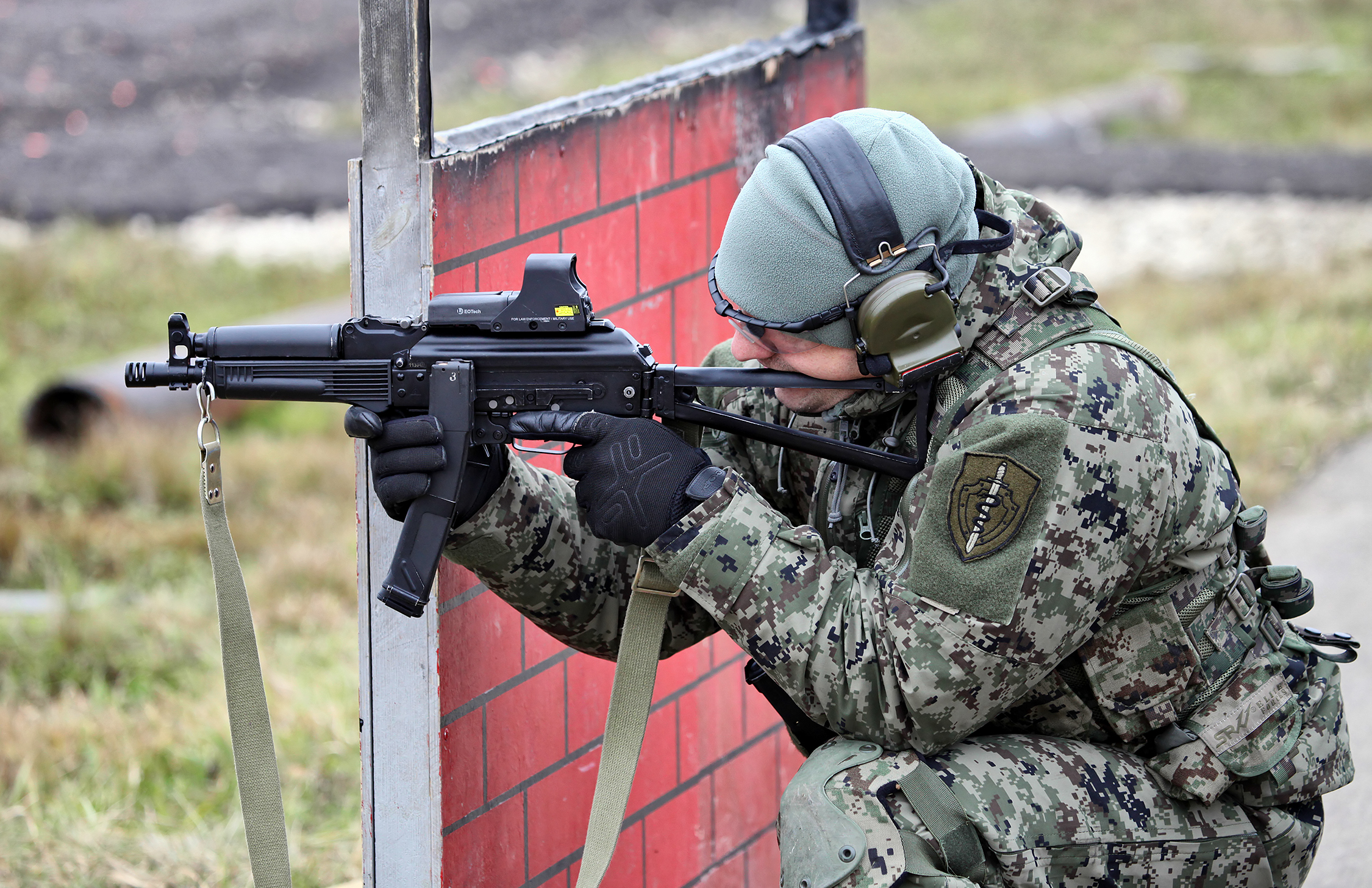
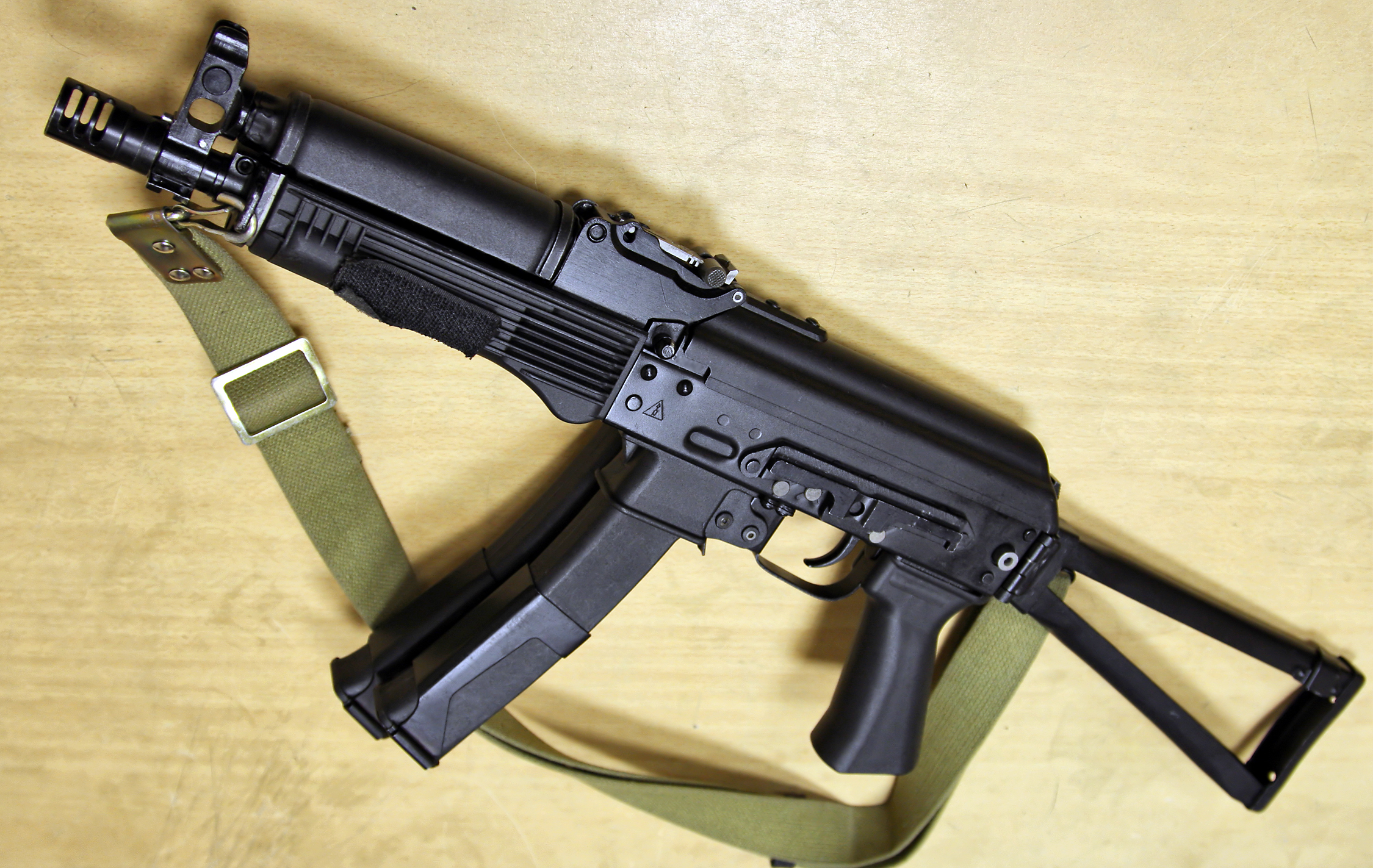
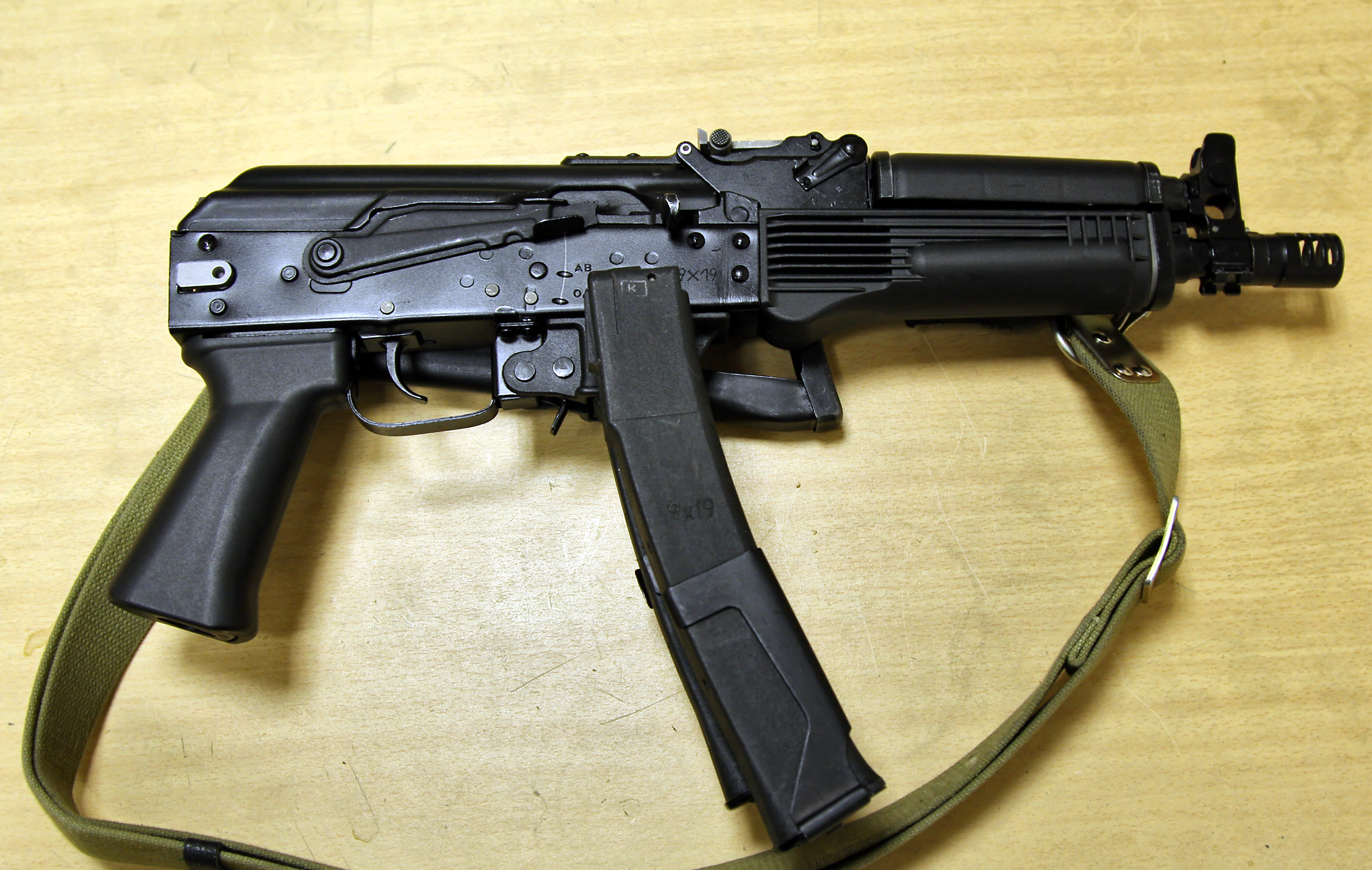
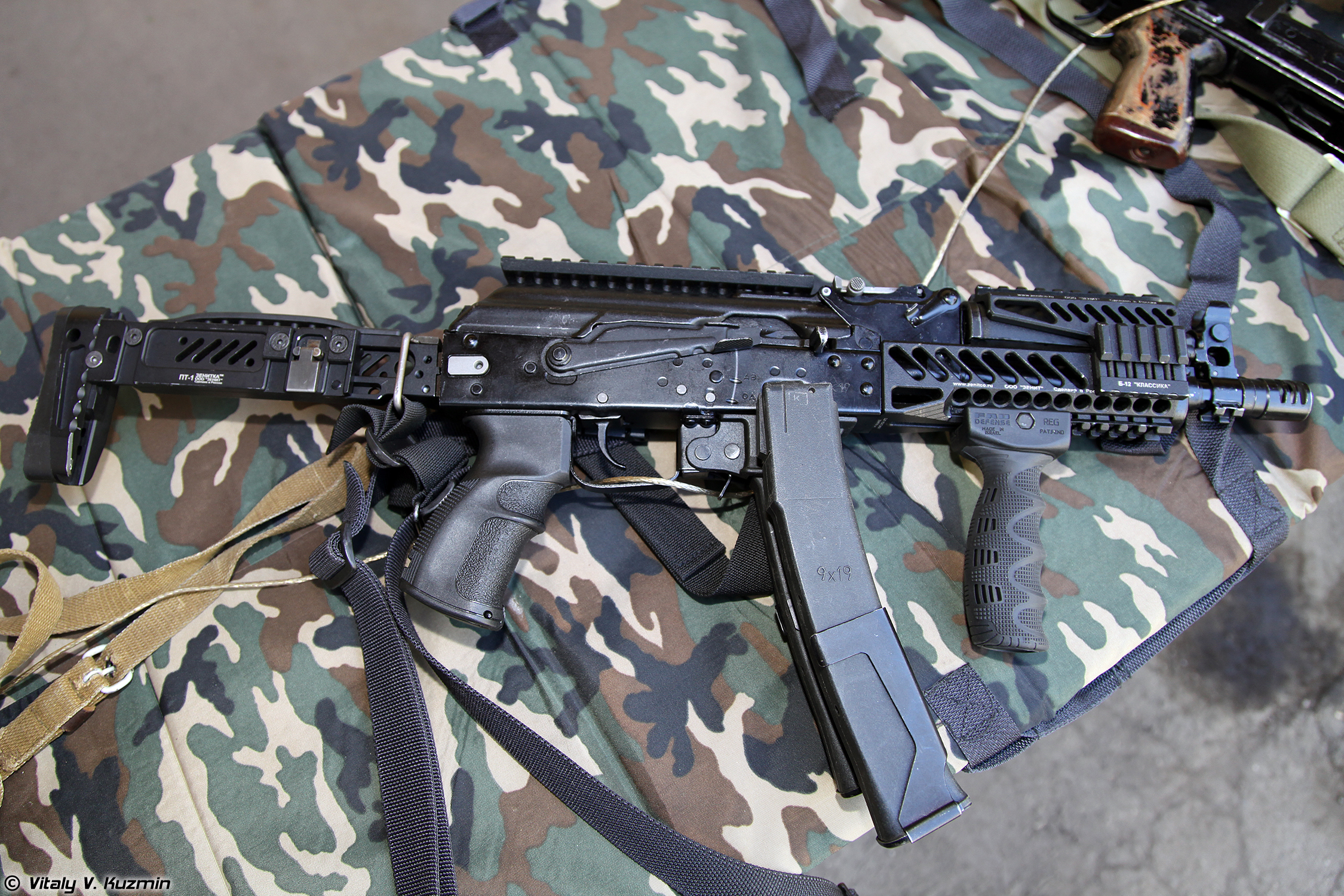